# Эммерих, Анна Катерина

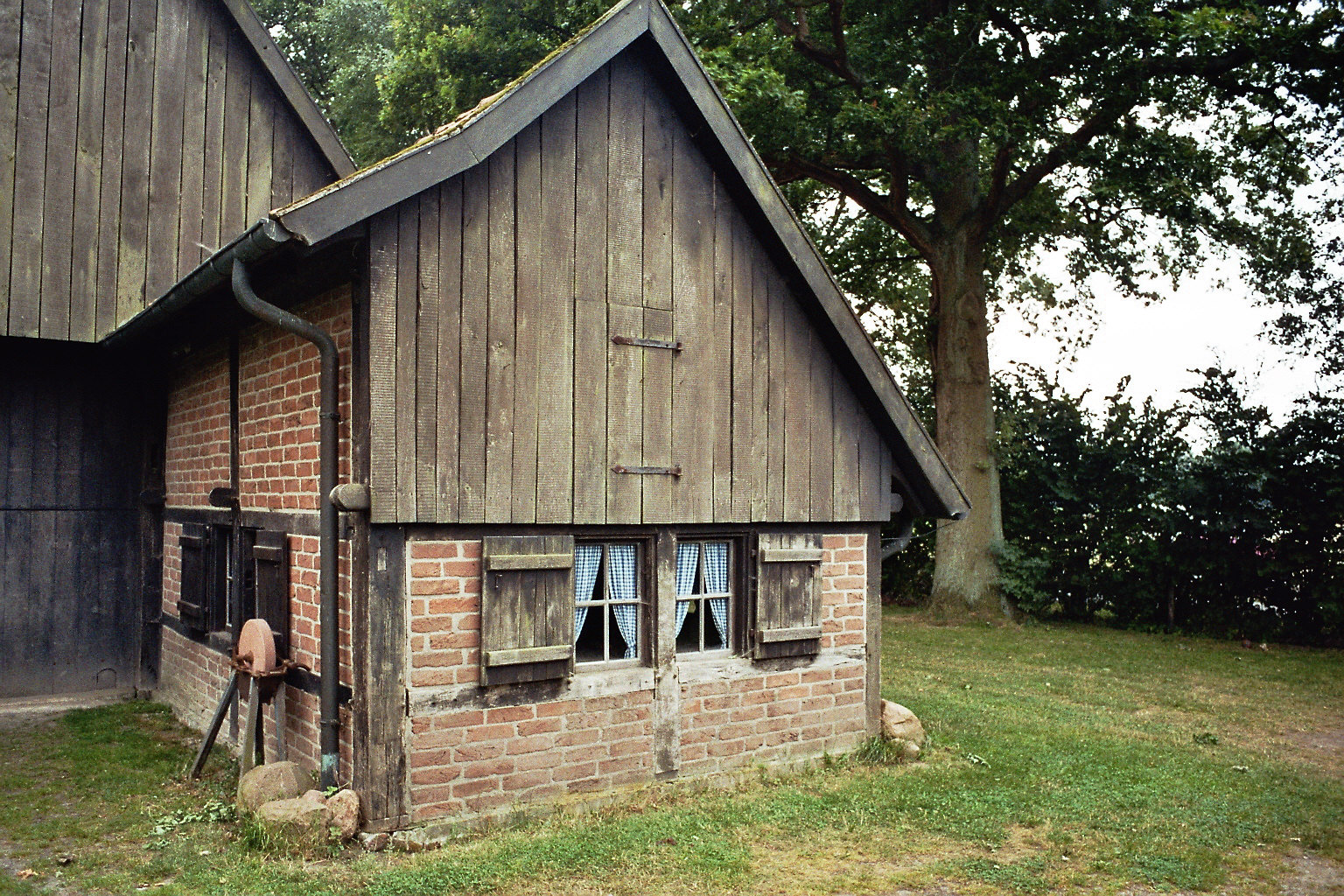
Место рождения Анны Катерины во Фламшене

Анна Катерина Эммерик (нем. Anna Katharina Emmerick; 8 сентября 1774[…], Косфельд, Мюнстерское княжество-епископство, Священная Римская империя — 9 февраля 1824[…], Дюльмен, Пруссия, Германский союз) — католическая блаженная, монахиня августинка, мистик; носила стигматы. Была причислена к лику блаженных 3 октября 2004 римским папой Иоанном Павлом II.

## Биография
У родителей Анны Катерины было 9 детей, и она с ранних лет помогала родителям в работах по дому и в поле. Очень рано родители и все знавшие Катерину стали замечать в ней особую склонность к молитве.
Три года Анна Катерина проработала в расположенном неподалёку от её дома большом крестьянском хозяйстве. За это время она научилась шить, и родители отправили её в Косфельд, чтобы там она могла усовершенствовать своё мастерство, где она прожила несколько лет, посещая богослужения и молясь о том, чтобы поступить в монастырь.
С просьбой о принятии в монастырь Анна Катерина обращалась во многие ордена, но везде получала отказ: у неё не было достаточного приданого. В Мюнстере её согласился принять орден св. Клары, но с одним условием — она должна была научиться играть на органе. Получив разрешение родителей, она вновь переехала в Косфельд, где стала ученицей местного органиста Зентгена. Однако, она так и не научилась игре на органе: нужда и бедность в доме учителя заставили её вновь взяться за работу, чтобы хоть как-то помочь этой семье.
Но, наконец, в 1802 г. Анна Катерина вместе с дочерью Зентгена Кларой вступила в монастырь Агнетенберг в Дюльмене, Августинский католический орден. Ещё через год она принесла монашеские обеты. Анна Катерина проводила жизнь в молчании и тихом самопосвящении, часто болея и сильно страдая при этом. А в 1811 г. в рамках секуляризации монастырь Агнетенберг был распущен. Анна Катерина нашла себе место домохозяйки у аббе Ламберта — одного из бежавших из Франции священников, проживавшего в Дюльмене. Но вскоре она вновь заболела и оказалась надолго прикована к постели.
Именно в этот период у Анны Катерины появились стигматы, ещё долгое время затем причинявшие ей сильные боли. Вскоре её посетил молодой врач Франц Везенер, который был так потрясён этой встречей, что на все последующие 11 лет стал верным, самоотверженным и всегда готовым помочь другом монахини.
Одной из важнейших черт характера Анны была её любовь к людям. Видя нужду, она старалась помочь. Уже прикованная болезнью к постели она продолжала шить одежду для детей из бедных семей. Всех посетителей, во множестве приходивших к ней, она принимала по-дружески, молилась о них и дарила им утешение и поддержку.
Многие из тех, кто сыграл заметную роль в обновлении Церкви начала XIX в., искали встречи с Анной Катериной. Это были: Клеменс Август Дросте цу Вишеринг, Бернгард Овенберг, Фридрих Леопольд фон Штольберг, Иоганн Михаель Сайлер, Христиан и Клеменс Брентано, Луиза Гензель, Мельхиор и Аполлония Дипенброк.
Особенно важной оказалась её встреча с Клеменсом Брентано, состоявшаяся в конце 1818 г. Брентано прожил затем в Дюльмене 5 лет. Всё это время он ежедневно бывал у Анны и записывал её видения, которые после его смерти были опубликованы в литературной обработке.
В переводе на русский известна книга «Видение блаженной Екатерины о страданиях Спасителя Мира Господа нашего Иисуса Христа».
Летом 1823 года Анна Катерина почувствовала себя хуже. Она умерла 9 февраля 1824 г. и похоронена на дюльменском кладбище.
29 июля 1891 года лазаристский монах Пулен с коллегами, руководствуясь записями видений Анны Катерины, исследуя развалины в Эфесе, нашёл остатки церкви на месте, точно совпавшем с описанием, данным в видении. Его считают теперь домом пресвятой Богородицы Марии.